# ファミリー両国
株式会社ファミリー両国（ファミリーりょうごく）は、徳島県でスーパーマーケットを展開していた企業。
本社および本店は徳島市富田浜に置き、徳島県内に8店舗を展開していた。2013年に全店舗を閉店。

## 沿革
ファミリー両国は1975年、干物商をしていた太田茂が徳島市富田浜に出店したスーパーを起源としている。この店舗が両国橋の近くにあったことから「ファミリー両国」と名付けられた。以降は上板町や松茂町など周辺の町にも出店したが、附近に進出した大規模店舗の影響を受けることもあり、1996年のロックショッピングタウン上板開業時には上板店の売り上げが13%も下降した。
こうした状況に対し、大谷店の出店にあたっては競合店を調査、調理済み惣菜の売り場を他店より大きく取って特色を出した。2006年にはホームセンター大手のコーナンが藍住町に新設したホームセンターとしては県内最大となる複合商業施設「コーナン徳島藍住店」に出店した。2009年には徳島市国府町に国府店を出店、同店は小児科・眼科と薬局を併設し、スーパー店内にも医師推奨の食品コーナーを設けるなど、医療との連携を強化した「クリニックモール」とし、近郊で先行する他店との差別化をはかった。国府店の出店でファミリー両国が展開する店舗は8店となった。

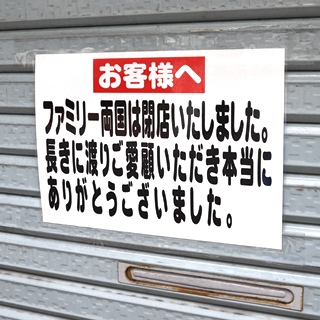
本店の閉店告知（2013年3月）

しかし、県外資本の大手スーパーの進出による競争激化で業績は悪化、2012年には高齢者向けに移動販売を行う「とくし丸」との提携第一号となり、移動スーパー事業にも進出したが、同年内には2店が閉店した。2013年には田宮店、大谷店を閉店、両店は同年2月にそれぞれデイリーマートとキョーエイに譲渡された。2月末には残る店舗も全て閉店した。特別清算を予定していたが負債返済の見通しが立たないことから、関連会社のフアミリーとともに破産手続きが開始されることになった。2社の負債総額は計約17億4000万円。2014年10月、破産手続は終結した他、2017年6月8日に法人格も消滅した。

### 年表
- 1975年9月1日 - 有限会社ファミリー両国として設立。
- 1994年6月 土成店を開店する[17]。
- 1997年 松茂店建て替え[18]。
- 2000年11月30日 大谷店を開店する[19]
- 2002年10月 田宮店を開店する[20][21]。
- 2006年9月 藍住店を開店する[22]
- 2009年11月 国府店を開店する[21]。
- 2011年4月1日 株式会社ファミリー両国に商号変更。
- 2012年7月15日 - 松茂店を閉店する[23]。
- 2012年10月30日 - 上板店を閉店する[24]。
- 2013年1月31日 - 田宮店を閉店する[25]。
- 2013年2月20日 - 大谷店を閉店する[26]。
- 2013年2月26日 - 本店など残る4店を閉店する[11]。
- 2013年3月21日 - 会社解散。
- 2013年5月15日 - 関連会社のファミリーとともに徳島地方裁判所から破産手続き開始の決定を受ける[13]。

## 過去に存在した店舗
一部店舗は関連会社である有限会社フアミリーの運営。なお、同社は解散直前の2013年3月14日付で株式会社に移行した。
- 本店 徳島県徳島市富田浜1-51-2
閉店後は跡地は更地。ナイスパーキング富田浜第二（コインパーキング）。
- 土成店 徳島県阿波市土成町成当57。
- 上板店 徳島県板野郡上板町椎本亀ノ本208-1
- 松茂店 徳島県板野郡松茂町笹木野字灘6-1
有限会社フアミリーの運営店舗
閉店後は跡地は更地。ファミリーマート松茂町役場北店。
- 大谷店 徳島県徳島市大谷町新堤46-1
閉店後はキョーエイに譲渡[10][28]。
- 田宮店 徳島県徳島市南田宮2-145-2
閉店後はデイリーマートに譲渡[10]されたが、閉店。2023年6月24日にBOOKOFF PLUS徳島田宮店となる[29]。
- 藍住店 徳島県板野郡藍住町住吉字千鳥ヶ浜87-2
閉店後はキョーエイに譲渡。キョーエイは2014年4月に藍住南店を開店したが、ゆめタウン徳島と競合し、2018年1月に閉店した[30]
- 国府店 徳島県徳島市国府町早淵41-1[32]
閉店後はキョーエイに譲渡[28]。

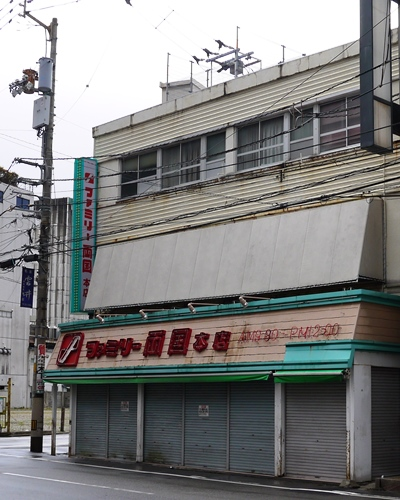
本店、全店閉店直後の撮影（2013年3月）
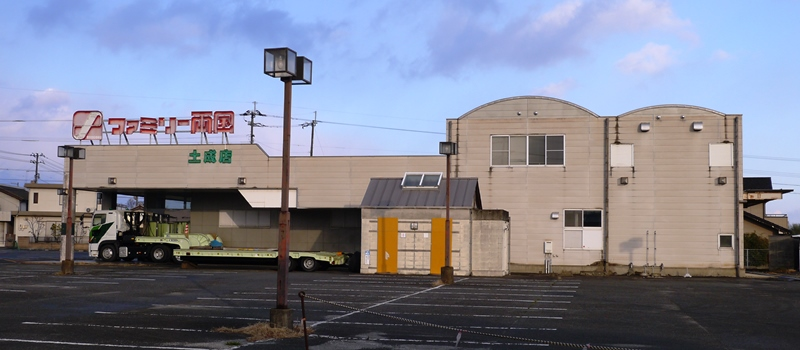
土成店、閉店から約4年後（2017年2月）

## 業績
| 1993年8月 | 1900       |
| 1994年8月 | 2100       |
| 1995年8月 | 2370       |
| 1996年8月 | 2480       |
| 1997年8月 | 2500       |
| 1998年8月 | 2380       |
| 1999年8月 | 2400       |
| 2000年8月 | 3000       |
| 2001年8月 | 3350       |
| 2002年8月 | 3810(5200) |
| 2003年8月 | 3700(5260) |
| 2004年8月 | 5900       |
| 2005年8月 | 5850       |
| 2006年8月 | 5610       |
| 2007年8月 | 6170       |
| 2008年8月 | 6280       |